# Legio XIII Gemina
Legio tertia decima Geminia ou Legio XIII Gemina ("Décima-terceira legião Gêmea") foi uma legião do exército imperial romano. Era uma das principais legiões de Júlio César, criada em 57 a.C. para suas Guerras Gálicas e que depois lhe serviu bem durante a guerra civil. Foi ainda uma das legiões com as quais ele, famosamente, cruzou o Rubicão em 10 de janeiro de 49 a.C. Ela ainda existia no século V e seu símbolo era um leão.

## Final do período republicano
A Legio XIII foi criada por Júlio César em 57 a.C. antes de marchar contra os belgas, em uma das suas primeiras intervenções nos conflitos intra-gauleses. Durante as Guerras Gálicas (58-51 a.C.), a XIII estava presente na Batalha contra os nérvios, no Cerco de Gergóvia e, apesar de não ter sido mencionada especificamente nas fontes, provavelmente também na Batalha de Alésia.
Depois da vitória na Gália, o senado romano recusou-se a conceder a César um segundo consulado, ordenou que ele entregasse seu comando e exigiu que ele voltasse a Roma para enfrentar um processo. Forçado a escolher entre o fim de sua carreira política ou uma guerra civil, César conduziu a décima-terceira através do rio Rubicão e invadiu a Itália. A XIII permaneceu leal a César na guerra civil resultante contra os optimates no senado, cujas legiões eram comandadas por Pompeu. A décima-terceira combateu durante todo o conflito, lutando na Batalha de Dirráquio e a Batalha de Farsalos (48 a.C.). Depois da vitória decisiva contra Pompeu na primeira, a décima-terceira seria debandada e seus legionários receberiam suas terras. Porém, ela foi convocada para a Batalha de Tapso (46 a.C.) e, finalmente, para a Batalha de Munda (45 a.C.), quando ela foi finalmente debandada e seus veteranos receberam suas terras na Itália.

### Império

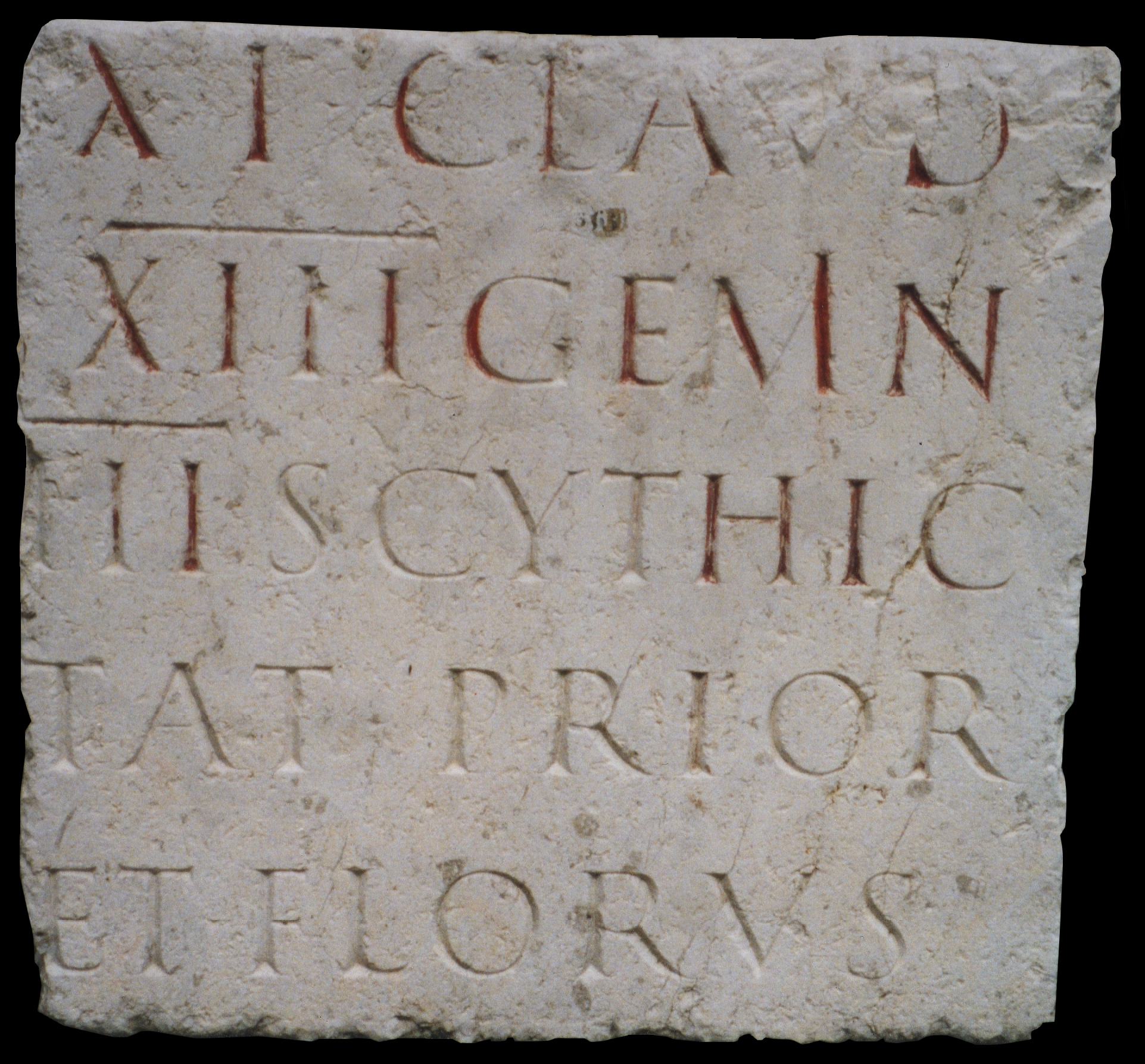
Estela funerária citando a Legio XIII Gemina, descoberta em Lugduno (atual Lion, na França).

Otaviano remontou a legião em 41 a.C. para enfrentar a revolta de Sexto Pompeu (filho de Pompeu) na Sicília. A XIII finalmente conquistou seu cognome "Gemina" ("gêmea", um epíteto comum para legiões constituídas de porções de outras) depois de ser reforçada por legionários veteranos de outras legiões depois da guerra contra Marco Antônio e a Batalha de Ácio (31 a.C.). Depois disto, Augusto enviou a XIII Gemina para Burno (moderna Knin), na província romana de Ilírico, no mar Adriático.
Em 16 a.C., ela foi transferida para Emona (moderna Liubliana, na Eslovênia), na Panônia, onde ficou encarregada de sufocar as revoltas locais. Depois do desastre da Batalha da Floresta de Teutoburgo, em 9 d.C., a décima-terceira foi enviada para reforçar Augusta dos Vindélicos (Augsburgo), na Germânia Inferior, e, depois, para Vindonissa, Récia, para evitar mais ataques das tribos germânicas.
O imperador Cláudio enviou-a de volta para a Panônia em 45, onde ela ficou acampada em Petóvio (moderna Ptuj, Eslovênia).
No ano dos quatro imperadores (69), a XIII Gemina apoiou primeiro Otão e depois Vespasiano em sua luta contra Vitélio, lutando nas duas batalhas de Bedríaco. Em 89 d.C., Domiciano transferiu a XIII Gemina para a Dácia, onde se aquartelaram em Vedúnia (moderna Viena). Sob o comando de Trajano, a décima-terceira participou das Guerras Dácias (101–102, 105–106) e foi transferida por ele, em 106, para a recém-conquistada província da Dácia (em Apulo, a moderna Alba Iulia, na Romênia) para vigiar a região.
Vexillationes da XIII Gemina lutaram sob o comando de Galiano no norte da Itália. Ele cunhou um antoniniano legionário celebrando a tropa ostentando o leão, símbolo da legião (259-60). Outro vexillatio estava presente no exército do imperador do Império Gálico, Vitorino, que cunhou uma moeda de ouro celebrando a décima-terceira e seu emblema.
Em 271, quando a Dácia foi evacuada por Aureliano, a XIII foi realocada para a nova província da Dácia Aureliana. No século V, segundo a "Notitia Dignitatum", uma "legio tertiadecima gemina" estava lotada na Babilônia do Egito, uma fortaleza estratégica no Nilo, na fronteira tradicional entre o Baixo Egito e o Médio Egito, sob o comando do "conde do limite do Egito" (comes limitis Aegypti).